# 伊塔佩米林河畔卡舒埃魯
20°50′56″S 41°6′46″W / 20.84889°S 41.11278°W

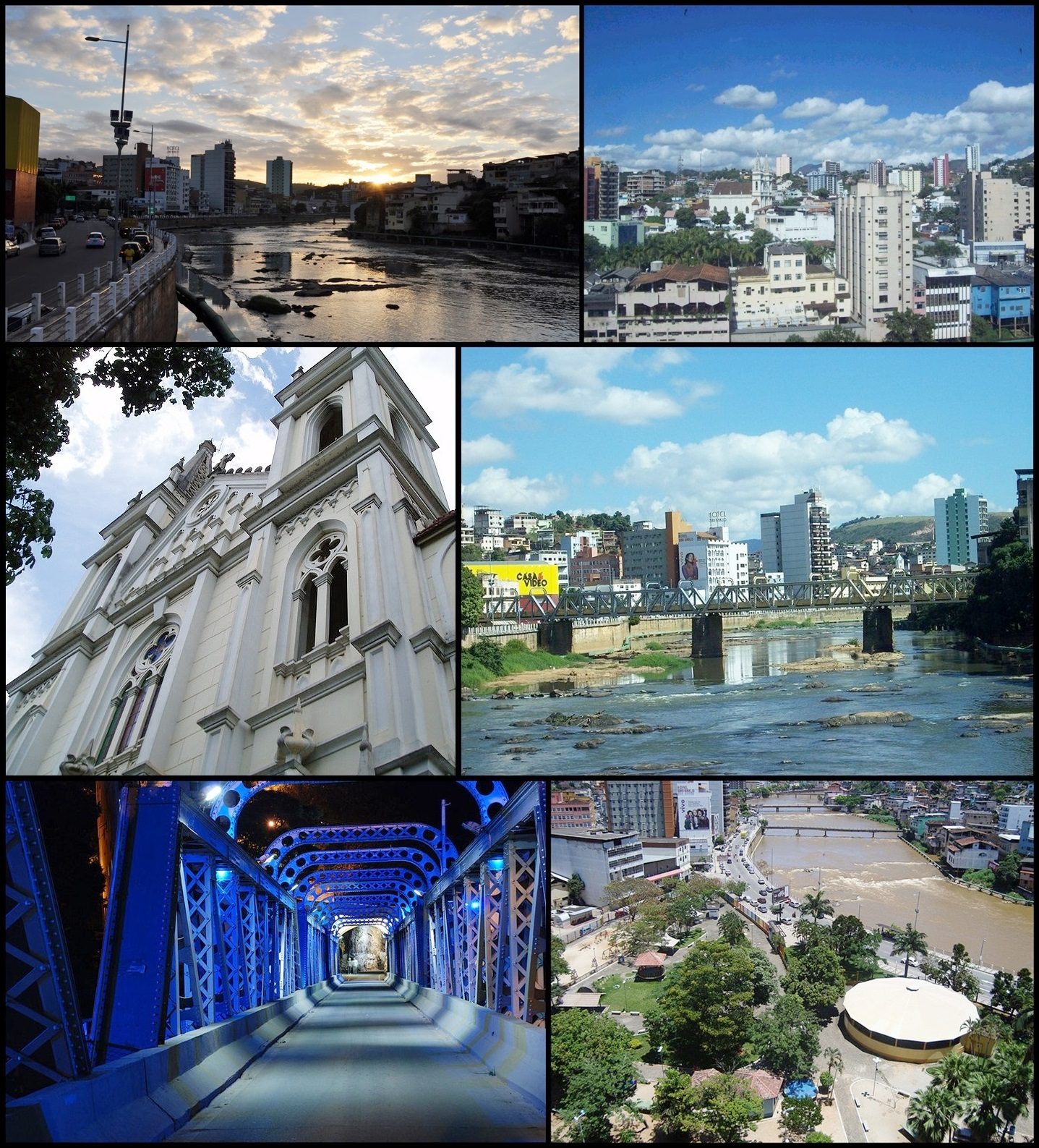
伊塔佩米林河畔卡舒埃魯

伊塔佩米林河畔卡舒埃魯（葡萄牙語：Cachoeiro de Itapemirim），是巴西的城鎮，位於該國東南部，由聖埃斯皮里圖州負責管轄，始建於1890年11月11日，面積877平方公里，海拔高度22米，2010年人口209,878，人口密度每平方公里216.6人。